# Canton de Schirmeck
Le canton de Schirmeck est une ancienne division administrative française, située dans le département du Bas-Rhin, en région Grand Est.

## Histoire
En 1795, la région de Schirmeck, qui à l'époque ne parlait pas (ou plus) l'alsacien, fut retirée du Bas-Rhin (district de Sélestat) et rattachée aux Vosges (district de Senones)
En 1871, en application du traité de Francfort, le canton - à l'exception de la commune de Raon-sur-Plaine - est annexé par l’Empire allemand jusqu’en 1918.
Lors de la réintégration à la France, le canton est attribué au département du Bas-Rhin.
Par le décret du 18 février 2014, le canton est supprimé à compter des élections départementales de mars 2015. Il est englobé dans le canton de Mutzig.

## Composition
Le canton de Schirmeck groupait 16 communes :
- Barembach : 911 habitants ;
- Bellefosse : 128 habitants ;
- Belmont : 162 habitants ;
- Blancherupt : 31 habitants ;
- La Broque : 2 761 habitants ;
- Fouday : 345 habitants ;
- Grandfontaine : 385 habitants ;
- Natzwiller : 613 habitants ;
- Neuviller-la-Roche : 401 habitants ;
- Rothau : 1 582 habitants ;
- Russ : 1 224 habitants ;
- Schirmeck, son chef-lieu : 2 453 habitants ;
- Solbach : 107 habitants ;
- Waldersbach : 138 habitants ;
- Wildersbach : 318 habitants ;
- Wisches : 2 166 habitants.

## Représentation

### Conseillers d'arrondissement (de 1833 à 1940)
Le canton de Schirmeck avait deux conseillers d'arrondissement à partir de 1919.
De 1833 à 1871 (occupation allemande), il appartenait à l'arrondissement de Saint-Dié.
| Période                                  | Période | Identité                       | Étiquette | Qualité |
| ---------------------------------------- | ------- | ------------------------------ | --------- | --- |
| 1833                                     | 1848    | Jean Pierre Jacquot            |           | Propriétaire et négociant à Schirmeck                                                                       |
|                                          |         |                                |           | |
| 1919                                     | 1940    | Paul Jacquel (1880-1964)       | RG        | Directeur d'usine, maire de Neuviller-la-Roche                                                              |
| 1919                                     | 1940    | Adrien Schmittbuhl (1866-1950) | RG        | Médecin, directeur du sanatorium, premier adjoint au maire de Schirmeck                                     |
| 1940                                     |         |                                |           | Les conseils d'arrondissement ont été suspendus par la loi du 12 octobre 1940 et n'ont jamais été réactivés |
| Les données manquantes sont à compléter. |         |                                |           | |

### Conseillers généraux de 1833 à 2015
| Période                                  | Période          | Identité                          | Étiquette          | Qualité |
| ---------------------------------------- | ---------------- | --------------------------------- | ------------------ | --- |
| 1833                                     | 1835 (démission) | Pierre Champy                     | Républicain modéré | Maître de forges, maire de Schirmeck Député (1848-1849) |
| 1835                                     | 1836 (décès)     | Jean-Louis Boulangeot (1785-1836) |                    | Marchand de bois Commandant de la Garde Nationale |
| 1836                                     | 1839             | Jean-Baptiste Muller (1798-1874)  |                    | Filateur, maire de Schirmeck Propriétaire du château du Mullerhoff à Muhlbach-sur-Bruche |
| 1839                                     | 1848             | Louis-Paul Schroeder              |                    | Directeur des forges de Framont |
| 1848                                     | 1852 (décès)     | Benoist Aimé Seillière            |                    | Fabricant (filateur de coton) à La Broque |
| 1852                                     | 1871             | Charles Bédel                     |                    | Médecin cantonal de Schirmeck |
| 1871                                     | 1919             | occupation allemande              |                    | |
| 1919                                     | 1925             | Camille Simonin                   | RG                 | Industriel - Maire de Schirmeck Député (1919-1924) |
| 1925                                     | 1937             | Charles Walter                    | Soc.ind.           | Distillateur à Barembach |
| 1937                                     | 1940             | Georges Wodli (1900-1943)         | PC-SFIC            | Ouvrier ajusteur Secrétaire de l'union des syndicats C.G.T.U. des cheminots d'Alsace et Lorraine Mort en captivité, assassiné par la Gestapo à Strasbourg le 1er avril 1943                                  |
|                                          |                  |                                   |                    | |
| 1945                                     | 1949             | Léon Thiry                        | MRP                | Suppléant du juge de paix cantonal, Schirmeck |
| 1949                                     | 1955             | Julien Brignon (1899-1980)        | RPF puis RS        | Commerçant en eaux minérales Maire de La Broque |
| 1955                                     | 1958             | Henri Meck                        | MRP                | Ancien secrétaire général de la fédération des syndicats chrétiens d'Alsace et de Lorraine Député (1928-1940 et 1945-1966) maire de Molsheim (1933-1940 et 1945-1966) Elu en 1958 dans le Canton de Molsheim |
| 1958                                     | 1979             | Marcel Heiligenstein (1910-1997)  | MRP puis UDF-CDS   | Maire de Schirmeck (1953-1971) |
| 1979                                     | 1985             | Jacques Janel (1925-2001)         | UDF-CDS            | Maire de La Broque |
| 1985                                     | 1992             | François Moser (1928-2015)        | RPR                | Commerçant Maire de La Broque (1983-2001) |
| 1992                                     | 2004             | Alain Ferry                       | MDR puis UDF       | Chef d'entreprise Maire de Wisches depuis 1989 député (1993-2012) |
| 2004                                     | 2015             | Frédéric Bierry                   | PR-UMP             | Professeur, attaché parlementaire d'Alain Ferry puis de Laurent Furst Maire de Schirmeck (1995-2015) Elu en 2015 dans le Canton de Mutzig                                                                    |
| Les données manquantes sont à compléter. |                  |                                   |                    | |

### Résultats élections cantonales de 2011
1er tour :
- Inscrits : 10400
- Abstentions : 5064 (48,69 %)
- Votants : 5336 (51,31 %)
- Blancs et nuls : 105 (1,01 %)
- Exprimés : 5231 (50,30 %)
- Frédéric Bierry (UMP) 48,7 % (2 549 voix)
- Gérard Douvier (PS) 27,7 % (1 447 voix)
- Marie-Christine Aubert (FN) 18,9 %  (986 voix)
- Patrick Appiani (ECO) 4,8 % (249 voix)

2e tour :
- Inscrits : 10400
- Abstentions : 5267 (50,64 %)
- Votants : 5133 (49,36 %)
- Blancs et nuls : 238 (2,29 %)
- Exprimés : 4895 (47,07 %)
- Frédéric Bierry (UMP) 61 % (2 987 voix)
- Gérard Douvier (PS) 39 % (1 908 voix)

## Démographie
| 1962   | 1968   | 1975   | 1982   | 1990   | 1999   | 2006   | 2011   | 2012   |
| ------ | ------ | ------ | ------ | ------ | ------ | ------ | ------ | ------ |
| 13 783 | 13 816 | 13 667 | 12 898 | 12 354 | 12 996 | 13 570 | 13 828 | 13 724 |